# Miervaldis Ziedainis
Miervaldis Ziedainis (ur. 15 stycznia 1915 r. w Nowosybirsku, zm. 13 lipca 1946 r.) – łotewski wojskowy (porucznik), dowódca 16 Batalionu Policyjnego SS, a następnie kompanii 42 Pułku Grenadierów SS w 19 Dywizji Grenadierów SS podczas II wojny światowej, dowódca oddziału partyzantki niepodległościowej w 1945 r.
W 1920 r. jego rodzina powróciła na Łotwę. Miervaldis Ziedainis ukończył szkołę powszechną, a następnie handlową w Jaunjelgava. Od 1933 r. studiował nauki przyrodnicze. W 1937 r. zakończył obowiązkową służbę wojskową, po czym wstąpił do akademii wojskowej, którą ukończył 1 września 1939 r. w stopniu podporucznika. Dostał przydział do pułku artylerii w Krustpilis. W 1940 r. zakończył szkolenie w szkole lotniczej w Rydze jako obserwator, dostając stopień porucznika. Po zajęciu obszaru Łotwy przez wojska niemieckie w 1941 r., wstąpił ochotniczo do 16 Batalionu Policyjnego SS. Walczył w jego szeregach na froncie pod Leningradem. W 1943 r. wszedł wraz z nim w skład Legionu Łotewskiego SS. Na pocz. 1945 r. objął dowództwo 13 kompanii 42 Pułku Grenadierów SS w 19 Dywizji Grenadierów SS. Miał stopień Waffen-Obersturmführera der SS. Podczas walk w kotle kurlandzkim został ranny; za odwagę dostał Żelazny Krzyż 1 klasy. W maju 1945 r. udało mu się zmylić Sowietów fałszywą tożsamością na nazwisko Mikelis Petersons, w związku z czym uniknął niewoli. Zamieszkał w Dundaga, a następnie w Windawie, posiadając tajne kontakty z partyzantką niepodległościową. Od 9 września 1945 r. dowodził oddziałem partyzanckim działającym w północnej Kurlandii. 5 października został aresztowany w Windawie. 13 lipca 1946 r. skazano go na karę śmierci, która została natychmiast wykonana.